# Heritiera fomes
Heritiera fomes là một loài thực vật có hoa trong họ Cẩm quỳ. Loài này được Buch.-Ham. mô tả khoa học đầu tiên năm 1800.